# JJ・エンゲルブレヒト
ヨハネス・ヤコブス・エンゲルブレヒト（Johannes Jacobus Engelbrecht、1989年2月22日 - ）は、南アフリカ共和国出身のラグビーユニオン選手。通称JJ・エンゲルブレヒト。

## プロフィール
- 南アフリカ共和国・ポート・エリザベス出身[1]。
- ポジションはセンター(CTB)。
- 身長 190cm、体重 90kg
- ニックネームはJ-Dog。
- 南アフリカ共和国代表に選ばれたことがある[2]。

## 略歴
グレイ高校、ステレンボッシュ大学、ブルズを経て、2015年、豊田自動織機シャトルズに加入。同年12月6日に行われたジャパンラグビートップリーグ第4節の神戸製鋼コベルコスティーラーズ戦に途中出場で日本での公式戦初出場を果たす。
2018年、豊田自動織機シャトルズを退団した。
2019年12月、サンウルブズの2020シーズンスコッドに選ばれた。